# Martin Strachoň
Martin Strachoň (* 3. června 1978 Slavkov u Brna) je český občanský aktivista působící v Brně, bývalý předseda zdejší nevládní organizace STUD, spoluzakladatel filmového festivalu Mezipatra a jedna z vůdčích osobností českého LGBT hnutí, dále wikipedista a člen spolku Wikimedia ČR.

## Život a činnost

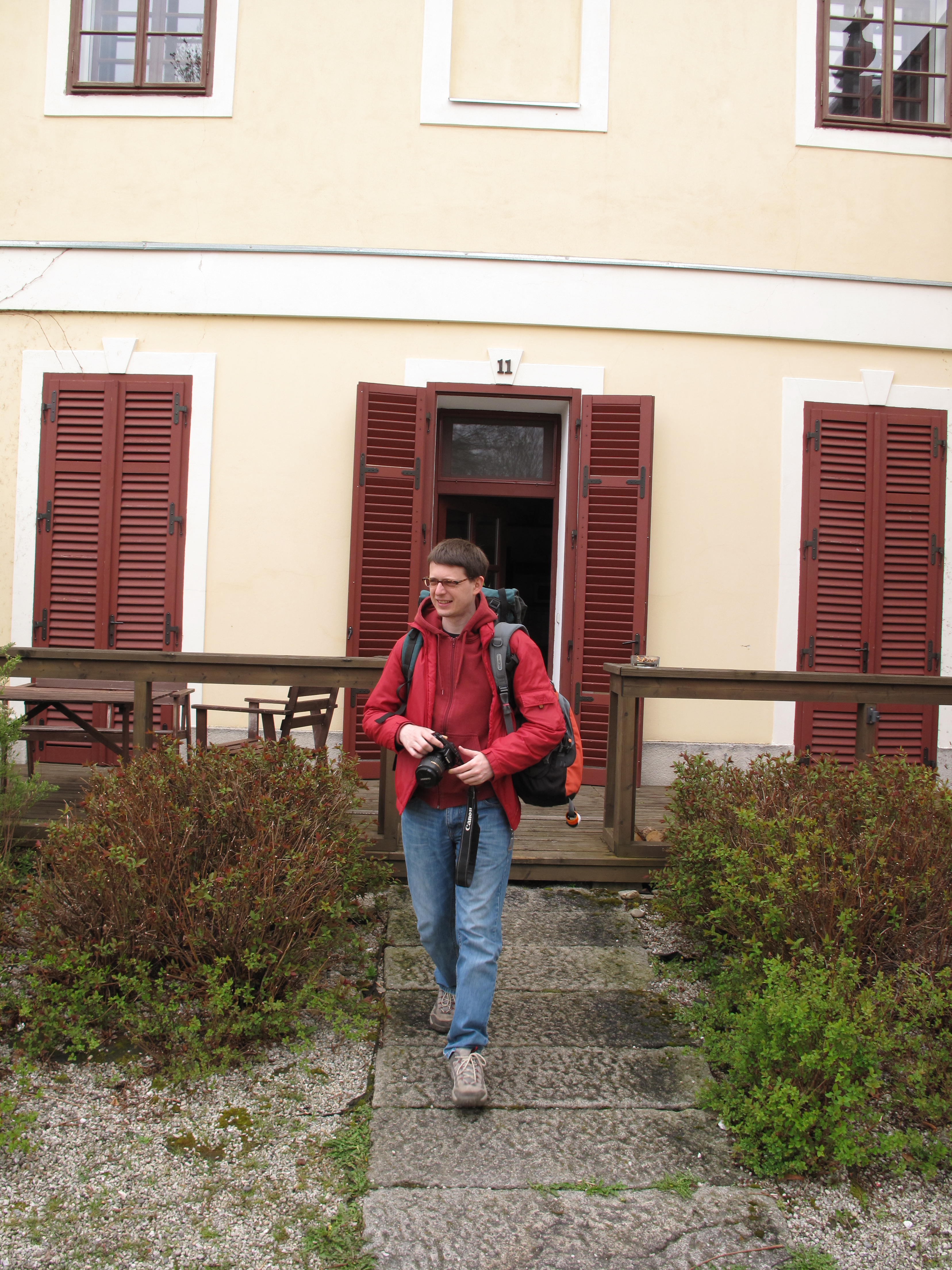
Martin Strachoň jako účastník Wikiexpedice Západ (2017)

Narodil se ve Slavkově u Brna, navštěvoval obchodní akademii v nedalekých Bučovicích (1992–1996), v letech 1996–2003 pak studoval ekonomii, resp. obor regionální rozvoj a správa na Ekonomicko-správní fakultě Masarykovy univerzity v Brně.
V hnutí za LGBT práva působil od roku 1998; ve stejném roce také prodělal svůj coming out. Začínal v brněnském občanském sdružení STUD – nejdříve jako řadový člen, asi po roce se stal předsedou. Spolek pod jeho vedením pořádal různé akce a setkání, zprovoznil gay a lesbickou telefonní linku pomoci, v roce 2000 organizoval finálový večer soutěže sympatie Gay Man České republiky. V letech 2001–2003 Strachoň působil jako koordinátor brněnského Komunitního centra lesbické, gay a bisexuální mládeže, dále byl vedoucím produkce filmového festivalu Mezipatra, který pomáhal založit, členem platformy PROUD či garantem a fotografem neformální skupiny náctiletých gayů GaTe. Podílel se na přípravě některých oficiálních dokumentů, např. Analýzy situace lesbické, gay, bisexuální a transgender menšiny v ČR, a jako spoluzakladatel Gay a lesbické ligy také legislativního návrhu registrovaného partnerství, který byl v roce 2006 nakonec uzákoněn. Od roku 2007 byl členem nově vytvořeného Výboru pro sexuální menšiny Rady vlády pro lidská práva pod ministryní Džamilou Stehlíkovou. Své aktivity ve prospěch práv LGBT lidí omezil v roce 2012, včetně odchodu ze Studu a Proudu.
Pod přezdívkou „Bazi“ je dlouholetým aktivním editorem české Wikipedie a od roku 2017 také členem spolku Wikimedia Česká republika. Byl členem Strany zelených; ve volbách do zastupitelstev obcí v roce 2018 neúspěšně kandidoval do zastupitelstva městské části Brno-Žabovřesky (z 12. místa na kandidátce, získal 502 hlasů), ve volbách do Poslanecké sněmovny PČR v roce 2021 rovněž neúspěšně kandidoval z 31. místa kandidátky pro Jihomoravský kraj.